# Savanes (Pobřeží slonoviny)

Poloha regionu Savanes na mapě Pobřeží slonoviny

Savanes je území na severu Pobřeží slonoviny. Jeho rozloha činí 40 323 km², v roce 2014 zde žilo 1 607 497 obyvatel. Hlavním městem regionu je Korhogo.
Až do roku 2011 byl jedním z 19 regionů, ze kterých sestával stát Pobřeží slonoviny a které představovaly nejvyšší územně-správní celky. V roce 2011 proběhla reorganizace územně-správního členění státu a Savanes se stal jedním z 14 distriktů. Tento distrikt je dělen do 3 regionů, ty pak do 10 departementů.